# Сганарель

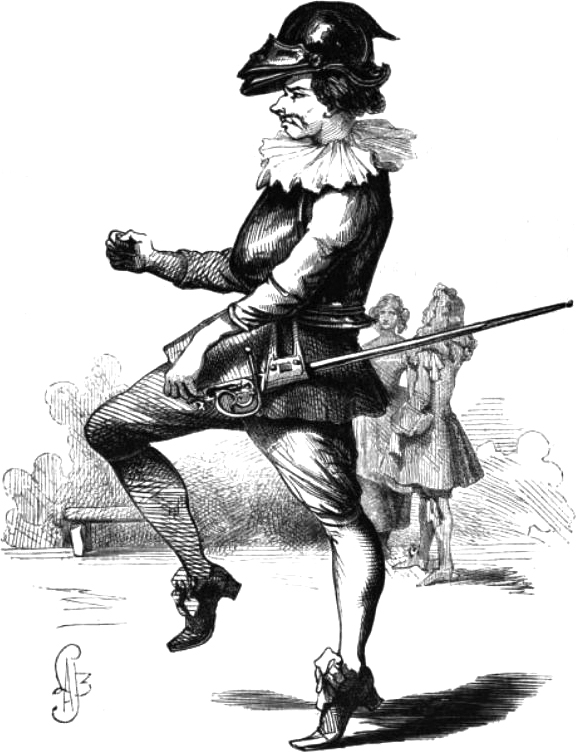
Сганарель из пьесы Сганарель, или Мнимый рогоносец, рис. 1850 года

Сганаре́ль (фр. Sganarelle) — действующее лицо в амплуа простака целого ряда театральных пьес известного французского комедиографа Жана-Батиста Поклена (Мольера):
- в «Летающем докторе» (1654) Сганарель — главный персонаж, слуга Валера, влюбленного в Люсиль; он умудряется мгновенно менять костюмы доктора и слуги, чтобы помочь свадьбе Валера и Люсили;
- в «Сганареле, или Мнимом рогоносце» (1660), самой успешной пьесе Мольера при его жизни, Сганарель — парижский буржуа, обвиняющий свою жену в измене с молодым Лелием;
- в «Дон Жуане, или Каменном пире» (1665) Сганарель — слуга Дон Жуана, выходец из народа;
- в «Школе мужей» (1661) Сганарель — воспитатель Изабеллы, на которой хочет жениться;
- в «Браке поневоле» (1664) Сганарель — старик, просящий совета, жениться или нет, у своего друга Жеронимо;
- в комедии-балете «Любовь-целительница» (1665) Сганарель против брака своей дочери Люсинды с Клитандром;
- в «Лекаре поневоле» (1666) Сганарель — дровосек-пьяница, муж Мартины, выдающей его за известного лекаря с причудами, которого нужно побить, чтобы заставить лечить.

### В классической русской литературе
В рассказе «Зверь» Николая Лескова (в составе цикла «Святочные рассказы») Сганарель – кличка медведя, одного из главных героев произведения.

### В современной литературе
В шутливой пьесе Леся Подервянского Сганарель — шофёр петлюровского есаула Дон Жуана.